# Мизантропия
Мизантропията (от гръцки μίσος [misos] – „омраза“ и άνθρωπος [anthropos] – „човек“) е социална и психологическа тенденция, характеризирана от една обща антипатия към човечеството.
Не представлява отегчение от определени хора, а омраза или враждебност към чертите, споделени от цялото човечество.
Затова мизантроп е човек, който изразява ненавист към човечеството. Мизантропията може да бъде лека или интензивна, т.е. може да има различни проявления, от безвредна омраза или социална критика до сектантство или самоунищожение.